# 王立
王 立（おう りゅう、おう りつ、? - 4年）は、前漢後期の人物。字は子叔。魏郡元城県委粟里の出身。
王禁の子で、成帝の生母の皇太后王氏（王政君）、及び成帝の執政（大将軍）となった王鳳の異母弟。河平2年（紀元前27年）に兄弟4人（王譚・王商・王根・王逢時）と共に列侯（紅陽侯）に封ぜられ、「五侯」と呼ばれた。
王鳳が権力を握る中、王商たち兄弟は奢侈を競い、犯罪者や戸籍離脱者を匿い、賓客が盗賊となったという。
王鳳死後、従兄弟の王音が執政を継いだ後、成帝が王商・王根らの奢侈や僭上に激怒すると、同時に王立も成帝に犯罪者を匿ったことなどを責められた。王立らは斧を背負って皇帝に謝罪し、なんとか誅殺を免れた。
永始2年（紀元前15年）、王音が死に、王商が代わって大司馬・衛将軍となると、王立が位特進となり王商が指揮していた城門の兵を引き継いだ。
丞相司直の孫宝が、王立と南郡太守李尚による皇帝の私有地をめぐる不正事件を告発し、李尚は獄死した。王立は連座しなかったが、王商が死亡すると次に執政になるのは王立のはずだったが、成帝は王立を飛び越えて弟の王根を大司馬・驃騎将軍とした。
また、王根の次の執政を得ようとした淳于長（王政君の姉の子）が、王立の嫡子である王融を通じて王立に賄賂を贈り、王立に口添えを頼んだが、王莽によって淳于長が失脚すると、王立との関係も発覚した。王立は王融を自殺させて証拠隠滅を図ったが、王立は都を離れ封国へ行くことを強制された。
哀帝が即位すると、哀帝は王氏の懐柔のために王立を都に呼び戻した。
平帝が即位し王莽が権力を握ると、王莽は王立を憚り、元始4年（4年）に呂寛・王宇の事件を取り調べる際に王立も連座させ、自殺に追い込んだ。荒侯と諡された。紅陽侯は子の王柱が継いだ。
王立の侯国である紅陽侯国は南陽にあり、王立は光武帝ら南陽の劉氏と交流を持ち、彼らに恩があった。王立の子である王丹は中山太守となり、後に光武帝に降伏して将軍となり、戦死した。光武帝は哀れんで、王丹の子の王泓を武桓侯とした。